# Dohrniphora smithi
Dohrniphora smithi är en tvåvingeart som beskrevs av Brown och Giar-Ann Kung 2007. Dohrniphora smithi ingår i släktet Dohrniphora och familjen puckelflugor. Inga underarter finns listade i Catalogue of Life.